# Bahnhof Kaiserslautern Nord
Der Nordbahnhof ist ein ehemaliger Bahnhof in Kaiserslautern in der Gabelsbergerstraße 9. Heute befindet sich im Gebäude eine Wohnstätte der Lebenshilfe Westpfalz, die nicht öffentlich zugänglich ist.

## Geschichte
Der Bahnhof wurde 1874 beim Bau der Bahnstrecke Kaiserslautern–Enkenbach eröffnet. Zunächst gab es hier kleine Wartehallen, bis ab 1880 das heutige Bahnhofsgebäude entstand. Dabei diente es zeitweilig auch als Güterbahnhof.
Von 1916 bis 1921 hielt auch die Kaiserslauterer Straßenbahn am Bahnhof. Im Zweiten Weltkrieg wurde das Areal rund um den Bahnhof bombardiert. Ein Großteil der Anlage blieb dabei jedoch nahezu unbeschadet. Am 29. Mai 1987 endete der Personenverkehr im Bahnhof.
In den 1990er Jahren war angedacht, den Nordbahnhof in das Kaiserslauterer Modell zu integrieren. Das Konzept wurde jedoch nie umgesetzt. Es ist jedoch geplant, langfristig einen neuen Haltepunkt an der Bahnbrücke über die Friedensstraße 100 m südlich des Nordbahnhofs zu errichten. Im Oktober 2016 wurde im Gebäude eine inklusive Wohnstätte der Lebenshilfe Westpfalz eröffnet, die auch über ein hauseigenes Schwimmbad verfügt.

## Gebäude
Ein Großteil des Empfangsgebäudes ist bis heute erhalten. Insbesondere zur Bahnstrecke ist noch die alte Front sichtbar, straßenseitig wurde das Gebäude jedoch inzwischen saniert und wesentlich umgestaltet. Der Bereich der ehemaligen Gütergleise ist heute überbaut.

## Planungen
Etwas weiter südlich ist an der Friedensstraße ein neuer Haltepunkt geplant.